# Synagoge van Dura Europos

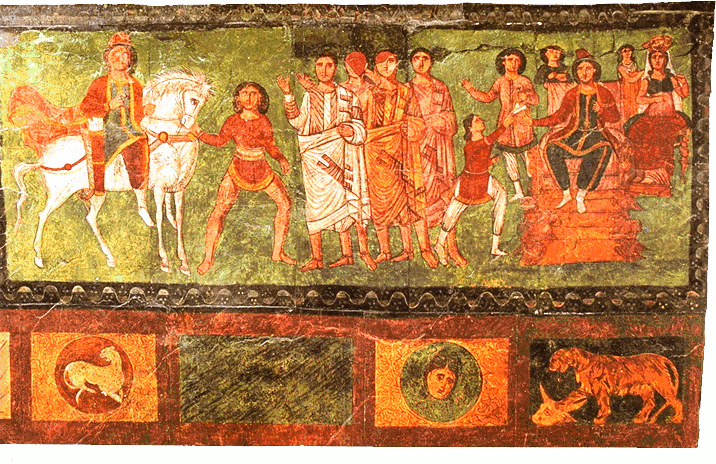
Scènes uit het Bijbelboek Ester

De Synagoge van Dura Europos in Syrië wordt beschouwd als een van de oudst bewaard gebleven synagoges ter wereld. Het gebouw is aan de hand van een Aramese inscriptie gedateerd in het jaar 244.
De synagoge werd opgegraven in 1932 (of 1935) door een team archeologen van de Yale-universiteit.
Evenals de Huiskerk van Dura Europos is het gebouw goed bewaard gebleven, daar het tegen de stadsmuur aan was gebouwd, en bij de bouw van een aarden wal aan de binnenzijde van de verdedigingsmuur was volgestouwd met zand.
Het gebouw omvatte onder meer een buitenhof. Op de muren waren fresco's aangebracht met Bijbelse taferelen en afbeeldingen van mensen en dieren. De westelijke muur, in de richting van Jeruzalem, had een schrijn voor een thora.
De fresco's werden overgebracht naar het Nationaal Museum van Damascus, waar ze de muren vullen van een speciaal ervoor gecreëerde ruimte.

## Galerij

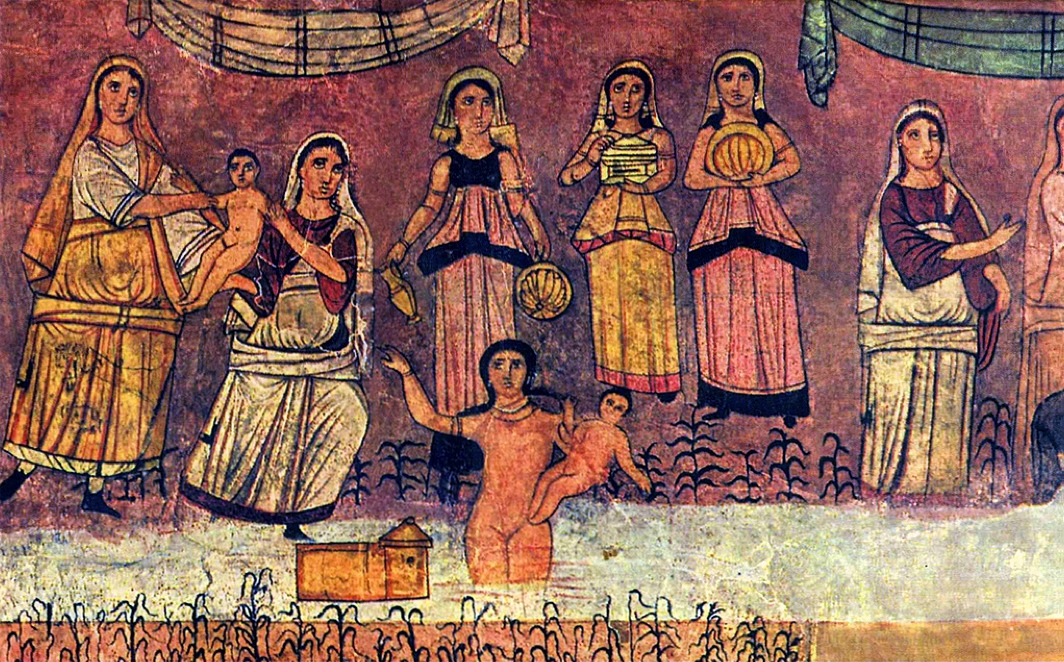
Mozes wordt gevonden als baby in de Nijl
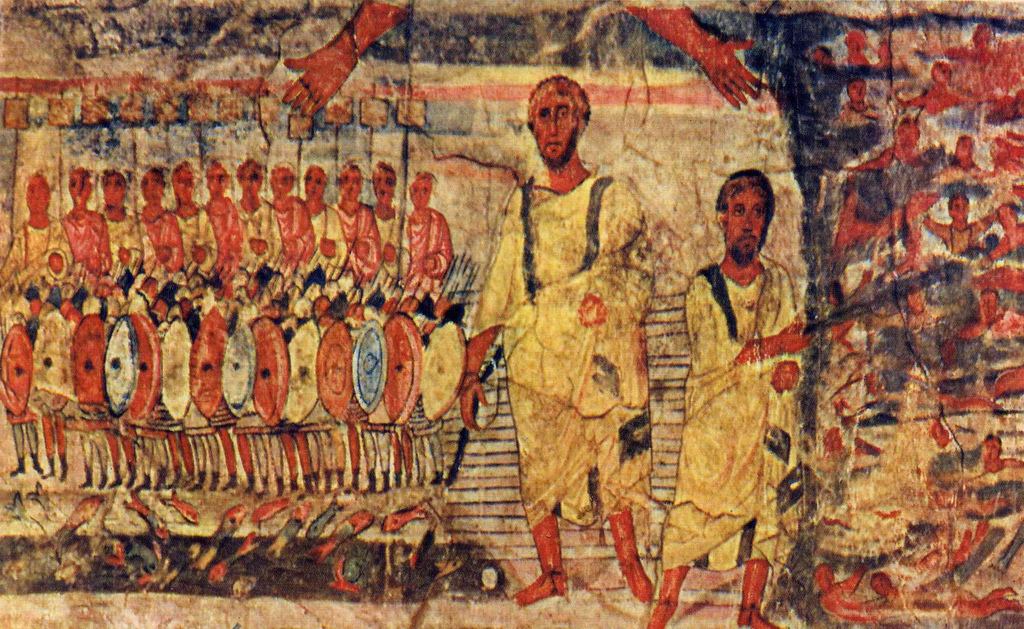
De Joden doorkruisen de Rode Zee
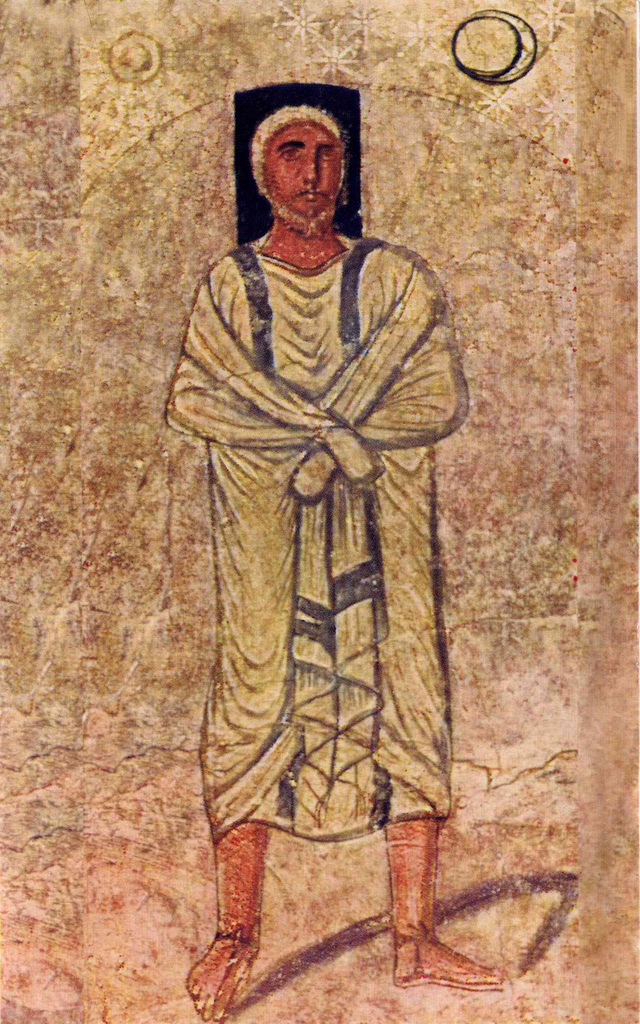
Mozes
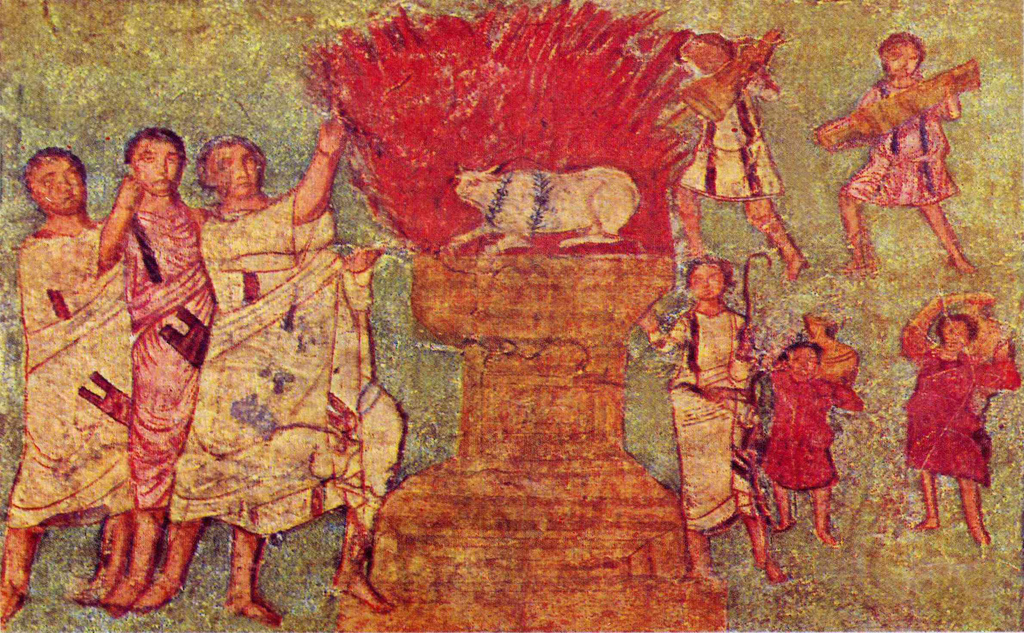
De aanbidding van het Gouden Kalf